# Camille Flammarion

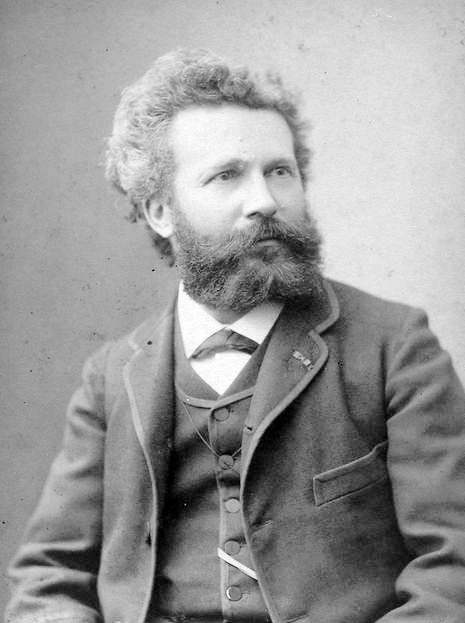
Camille Flammarion

Nicolas Camille Flammarion (Montigny-le-Roi, 26 februari 1842 – Juvisy-sur-Orge, 3 juni 1925) was een Frans astronoom, geofysicus en schrijver.
Flammarion bestudeerde vooral dubbelsterren, de maan en de planeet Mars. Hij was een pionier in het gebruik van fotografie in de astronomie. Hij was stichter en directeur van de sterrenwacht van Juvisy. Hij heeft heel wat planetoïden ontdekt. Planetoïde (1021) Flammario is naar hem vernoemd, evenals een krater op de Maan en een op Mars.
Camille Flammarion was oprichter (in 1887) van de Société astronomique de France, samen met twaalf anderen, onder wie de componist Anton Schmoll. Hij is voornamelijk bekend geworden door de populair-wetenschappelijke boeken die hij over astronomie schreef. Zijn L'Astronomie populaire (1879) betekende zijn doorbraak bij het grote publiek. Zijn boeken werden gepubliceerd door zijn broer Ernest, die aan de basis stond van de Franse uitgeverij Flammarion. Ook schreef hij artikelen over wetenschap in tijdschriften als L'Intransigeant, Le Cosmos en Le Magasin pittoresque. Hoewel zijn werk bij zijn leven zeer populair was en grote oplagen haalde, is het nu nagenoeg vergeten.
Ook lanceerde hij verschillende apocalyptische theorieën. In 1910 droeg hij bij aan de paniek rond de passage van de komeet Halley door de mogelijkheid op te werpen dat de mensheid zou verstikken door vrijgekomen blauwzuurgas.
In zijn latere leven schreef hij ook veel over psychische verschijnselen. Flammarion was de eerste die een grootschalig en internationaal onderzoek deed naar parapsychologische verschijnselen.